# 大場
大場（おおば）とは広い場所のこと。
転じて、囲碁の用語の一つとして、一手（一着）で地を広く囲うことができる点という意味で用いられる。
また、苗字としても用いられる。 （下記に記載せず）

## 囲碁用語としての大場
布石段階で一手の価値が大きい場所で、第一がアキ隅とシマリ、第二が辺のヒラキ、ヒラキヅメである。
実戦的には、シマリの向き、三線と四線の関係、幅の大小、打ち切った場所であるか発展性のある場所であるか、などによって微妙に大場の価値が変わる。
「生きている石の近くは小さい」（苑田勇一）という格言がある。
また、時に急場が優先される。

### 参考図書
- 石田芳夫『目で解く大場と急場 』誠文堂新光社　1989年
- 依田紀基『依田ノート―すぐに役立つ上達理論』講談社　2003年